# Fara San Martino
Fara San Martino és un municipi situat al territori de la província de Chieti, als Abruços, (Itàlia).

## Galeria

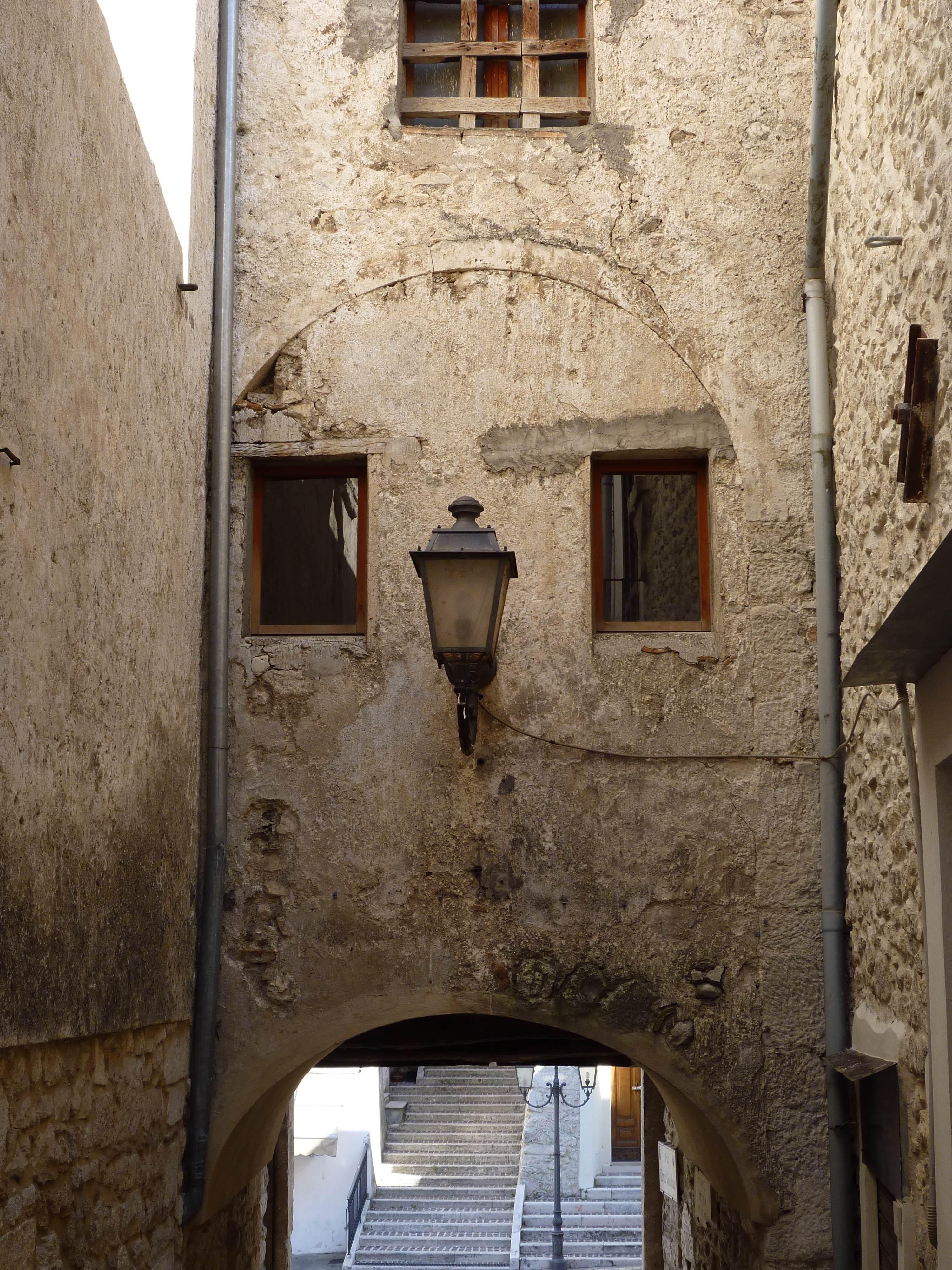
Terravecchia
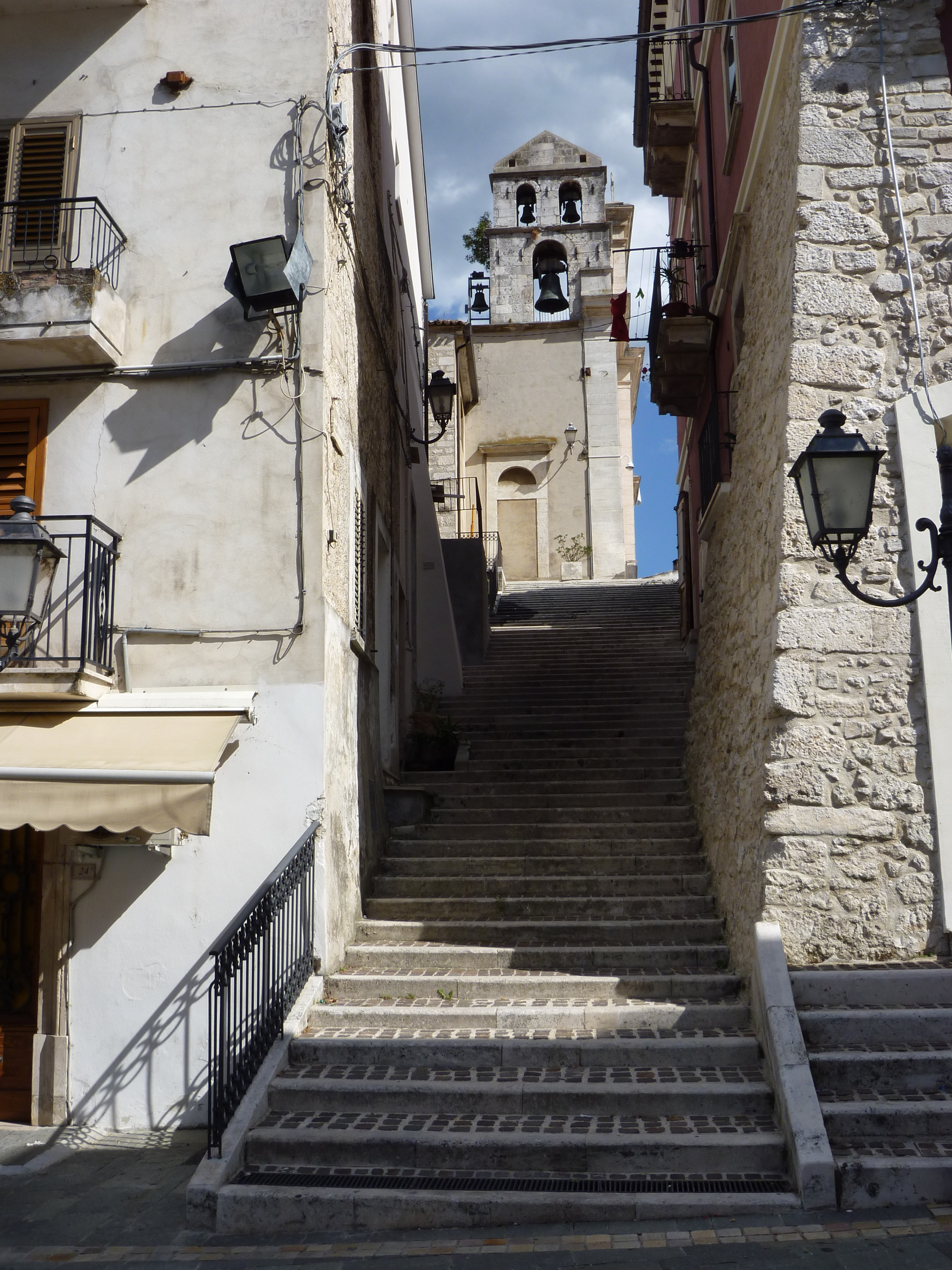
L'església de San Remigio
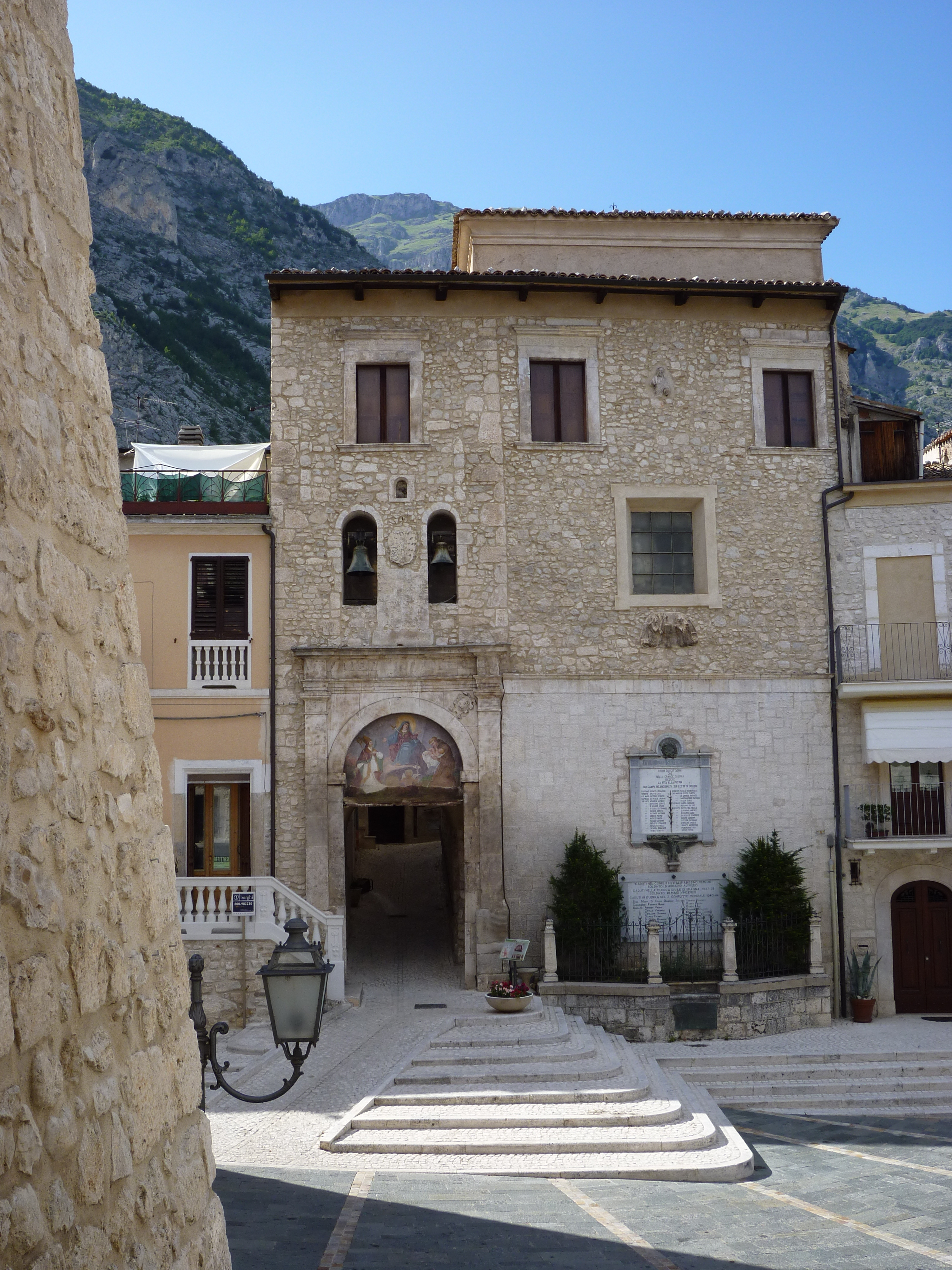
L'església de la Santissima Annunziata.